# Aphanistes rheumapterae
Aphanistes rheumapterae är en stekelart som beskrevs av Dasch 1984. Aphanistes rheumapterae ingår i släktet Aphanistes och familjen brokparasitsteklar. Inga underarter finns listade i Catalogue of Life.